# Osogovo
Osogovo este o arie protejată (arie de protecție specială avifaunistică — SPA) din Bulgaria întinsă pe o suprafață de 24.125,09 ha, integral pe uscat.

## Localizare
Centrul sitului Osogovo este situat la coordonatele 42°10′23″N 22°36′23″E / 42.173056°N 22.606389°E.

## Înființare
Situl Osogovo a fost declarat arie de protecție specială avifaunistică în martie 2007 pentru a proteja 26 de specii de animale.

## Biodiversitate
Situată în ecoregiunea continentală, aria protejată nu include niciun habitat protejat.
La baza desemnării sitului se află mai multe specii protejate de  păsări (26): uliu porumbar (Accipiter gentilis), uliu păsărar (Accipiter nisus), minunița (Aegolius funereus), potârnichea de stâncă (Alectoris graeca graeca), acvilă de munte (Aquila chrysaetos), acvilă țipătoare mică (Aquila pomarina), cocoșul de mesteacăn (Bonasa bonasia), buha (Bubo bubo), șorecarul comun (Buteo buteo), șorecar mare (Buteo rufinus), caprimulg (Caprimulgus europaeus), barză albă (Ciconia ciconia), barză neagră (Ciconia nigra), cristeiul de câmp (Crex crex), ciocănitoarea de stejar (Dendrocopos medius), ciocănitoare de grădină (Dendrocopos syriacus), ciocănitoare neagră (Dryocopus martius), șoim dunărean (Falco cherrug), șoim călător (Falco peregrinus), vânturel roșu (Falco tinnunculus), sfrâncioc roșiatic (Lanius collurio), ciocârlie de pădure (Lullula arborea), viespar (Pernis apivorus), ciocănitoare de munte (Picoides tridactylus), ciocănitoare verzuie (Picus canus), silvie porumbacă (Sylvia nisoria)
Pe lângă speciile protejate, pe teritoriul sitului au mai fost identificate 27 de specii de păsări.